# Kazneno djelo
Kazneno djelo je takvo ponašanje čovjeka kojim se povređuju vrijednosti koje predstavljuju temelje društva, bez kojih društvo ne bi moglo opstati ili bi bila ugrožena njegova sigurnost (tzv. naročito vrijedna pravna dobra). 

## Materijalni pojam kaznenog djela
Za materijalni pojam kaznenog djela potrebna je i određena kvaliteta ljudske radnje. Neke vrijednosti štite se prijetnjom kazne od svih vrsta napada, ali kod mnogih to nije potrebno ako se njihova zaštita postiže u dovoljnoj mjeri u drugim granama prava. Kazna kao odgovor za kazneno djelo najteža je sankcija koju pravo poznaje i zato se smije primjenjivati samo ako se zaštita pravnog dobra ne može postići na drugi, blaži način.
Kaznena djela propisana su kaznenim zakonom.

## Formalni pojam kaznenog djela
Formalni pojam kaznenog djela obuhvaća pravne pretpostavke kažnjivosti koje su svojstvene svim kaznenim djelima. Da bi neko kazneno djelo bilo kažnjivo nije dovoljno da se njime ostvare sva obilježja nekog kaznenog djela sadržana u opisu tog kaznenog djela u posebnom djelu kaznenog zakonodavstva nego se moraju ispuniti i određene pretpostavke predviđene u općem djelu kaznenog zakonodavstva (npr. kazneno djelo ubojstva ne postoji ako je osoba usmrćena u slučaju nužne obrane).
Obilježja kaznenog djela kojima se određuje kazneno djelo u formalnom smislu:
1. radnja (ljudsko ponašanje, tj. posljedica prouzrokovana ljudskom radnjom);
2. bit kaznenog djela (predviđenost djela u zakonu);
3. protupravnost;
4. krivnja;
5. posebne pretpostavke kažnjivosti;